# 599 (tal)
599 är det naturliga heltal som följer 598 och följs av 600.

## Matematiska egenskaper
- 599 är ett udda tal.
- 599 är ett primtal[1].
- 599 är ett defekt tal.

## Inom vetenskapen
- 599 Luisa, en asteroid.